# Foursquare
Foursquare Labs Inc., широко відома як Foursquare (скорочено FSQ) — американська технологічна компанія. Платформа розташування компанії є основою кількох ділових та споживчих продуктів, включаючи програми Foursquare City Guide та Foursquare Swarm.
Денніс Кроулі та Навін Селвадурай заснували компанію наприкінці 2008 року та запустили її у 2009 році . Компанія стала популярною завдяки запуску свого одноіменного місцевого мобільного додатка для пошуку та виявлення різноманітних закладів та нових місць, відомого нині як Foursquare City Guide, який популяризував концепцію спільного використання та реєстрації місцезнаходжень у реальному часі . Поряд зі змінами в споживчих додатках, компанія почала створювати продукти, які використовують дані про місцезнаходження, зібрані в результаті мільярдів реєстрацій. З 2014 по 2016 рік компанія випустила низку корпоративних пропозицій, включаючи Pinpoint від Foursquare та Foursquare Attribution.
У травні 2019 року Foursquare придбав Placed у Snap Inc. Умови угоди не розголошуються. У квітні 2020 року Foursquare оголосив про злиття з Factual Inc. в угоді з акціями. Фінансові умови угоди не розголошуються.

## Історія

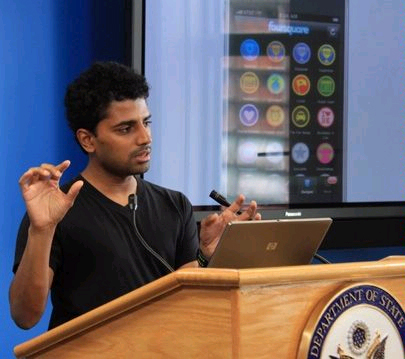
Навін Селвадурай, співзасновник Foursquare

### Запуск і перші роки
Співзасновники Денніс Кроулі та Навін Селвадурай запустили Foursquare City Guide у 2009 році на SXSW. Раніше Кроулі заснував подібний проект Dodgeball як проект дипломної роботи в Інтерактивній телекомунікаційній програмі (ITP) в Нью-Йоркському університеті, а згодом продав його Google у 2005 році.
У листопаді 2009 року Foursquare відкрив доступ до свого API, що дозволило розробникам отримувати доступ до даних, що генеруються програмою Foursquare, та будувати додатки на основі цих даних. Наступного року Foursquare відкрив свій другий офіс у Сан-Франциско, незабаром після того, як охопив мільйон користувачів. У 2011 році Foursquare почав працювати над Pilgrim, основною технологією, що поєднує функції виявлення зупинки та прив'язки до місця, щоб забезпечити контекстну обізнаність про програми Foursquare, щоб вони могли активно взаємодіяти з користувачами в режимі реального часу  .

### Показ Swarm
У травні 2014 року компанія запустила супутній додаток Swarm для Foursquare, який перемістив аспекти соціальних мереж та спільного використання місцезнаходження в окрему програму. 7 серпня 2014 року компанія запустила Foursquare 8.0, абсолютно нову версію сервісу, яка перенесла фокус з реєстрацій на місцевий пошук та рекомендації.

### 2015 по сьогодні
У квітні 2015 року Foursquare почав пропонувати корпоративні продукти на основі місцезнаходження для маркетологів та рекламодавців із запуском Pinpoint. Згодом компанія випустила Attribution, інструмент для вимірювання продуктивності медіа, у лютому 2016 року та набір для розробки програмного забезпечення Pilgrim, який дозволяє розробникам використовувати основну технологію Foursquare Pilgrim для додавання контексту у власні програми та сервіси, у березні 2017 року. Кожен із цих інструментів можна використовувати самостійно, або можна об’єднати в один комплект.
14 січня 2016 року співзасновник Денніс Кроулі пішов з посади генерального директора. Він перейшов на посаду виконавчого голови, тоді як Джефф Глюк, головний операційний директор компанії, змінив Кроулі на посаді нового генерального директора .
У 2017 році Foursquare найняв понад 50 нових співробітників на різні посади. Foursquare також оголосив про свою експансію в Азіатсько-Тихоокеанському регіоні з такими партнерами, як Tencent та Samsung, а також про новий офіс у Сінгапурі. Протягом трирічного періоду з 2015 по 2017 рік дохід компанії зростав більш ніж на 50% щороку . На початку 2018 року Foursquare відкрив новий інженерний офіс у Чикаго.
6 грудня 2019 року рада директорів Foursquare оголосила про призначення Девіда Шима головним виконавчим директором і членом ради.
У квітні 2020 року Foursquare оголосив про злиття з Factual Inc. в рамках угоди з акціями. Фінансові умови угоди не розголошуються .
5 листопада 2020 року було оголошено, що Девід Шим звільняється з посади генерального директора, а його місце замінить Гері Літтл, член правління компанії.

### Фінансування
Foursquare в основному фінансується Union Square Ventures, Andreessen Horowitz, O'Reilly AlphaTech Ventures, DFJ Growth, Morgan Stanley Alternative Investment Partners, Spark Capital та іншими . Компанія зібрала 1,35 мільйона доларів у своєму раунді серії А та 20 мільйонів доларів у своєму раунді серії В . 24 червня 2011 року Foursquare зібрав 50 мільйонів доларів за оцінкою в 600 мільйонів доларів. Їх фінансування у рамках серії D у розмірі 35 мільйонів доларів було оголошено 19 грудня 2013 року під керівництвом DFJ Growth.
У січні 2016 року компанія залучила 45 мільйонів доларів у рамках серії фінансування E під проводом Union Square Ventures. Morgan Stanley брав участь разом з попередніми інвесторами: DFJ Growth, Andreessen Horowitz та Spark Capital. У жовтні 2018 року компанія оголосила, що залучила додатково 33 мільйони доларів у рамках серії фінансування F, яку спільно очолили інвестори Саймон Венчурс та Навер, на додаток до багаторічного інвестора Union Square Ventures.
У травні 2019 року Foursquare придбав Placed у Snap Inc. Умови угоди не розголошуються.

## Споживацькі товари

### Foursquare City Guide
Запущений у березні 2009 року, Foursquare City Guide — це локальний мобільний додаток для пошуку та відкриття, який допомагає користувачам відкривати нові місця від спільноти однодумців. Він надає персоналізовані рекомендації щодо місць, куди можна зайти поблизу поточного місцезнаходження користувача на основі попередніх відвідувань користувача, оцінок "подобається" та історії відзначень

### Foursquare Swarm
У травні 2014 року компанія запустила Foursquare Swarm, супутній додаток до Foursquare City Guide, який переніс аспекти соціальних мереж та спільного використання місцезнаходження в окрему програму. Swarm діє як лайфлогінг-інструмент для користувачів, щоб зберегти запис про місця, де вони були, показуючи статистичні дані про місця, які вони відвідали, і можливості пошуку нагадати про тих місць, де вони перевірили б. Swarm також дозволяє користувачам ділитися, де вони були зі своїми друзями, і бачити, де були їхні друзі. Хоча необов’язково використовувати обидві програми, Swarm співпрацює з Foursquare City Guide для вдосконалення рекомендацій користувача — реєстрація користувача Swarm допомагає Foursquare зрозуміти типи місць, які вони люблять відвідувати. .

### Marsbot
Marsbot, запущений у травні 2016 року, є інструментом, який допомагає користувачам відкривати нові місця, вивчаючи те, що їм подобається, а потім надсилаючи рекомендації за допомогою тексту. На відміну від чат-бота або віртуального особистого помічника, Marsbot не відповідає на запитання. Натомість Marsbot дізнається про місця, куди відвідують користувачі, а потім надсилає контекстні пропозиції щодо місць, де можна попоїсти та випити поблизу . Кроулі заявив, що Marsbot є частиною більш широкого бачення майбутнього споживчого досвіду, що базується на розташуванні. У жовтні 2020 року компанія Foursquare випустила аудіо-AR-версію Marsbot під назвою Marsbot for AirPods, «полегшеного» віртуального помічника, який через наші безпровідні навушники Bluetooth «прошепоче» вказівки щодо розташування.

## Товари для бізнесу

### Places від Foursquare
Запущений у листопаді 2009 року Places by Foursquare — це база даних із понад 105 мільйонів місць у всьому світі та API, що забезпечує дані про місцезнаходження для Apple, Samsung, Microsoft, Tencent, Snapchat, Twitter, Uber, Telegram, monobank, та інших  . Станом на жовтень 2018 року Foursquare заявляє, що понад 150 000 брендів та розробників вживають цю технологію.

### Pinpoint від Foursquare
Pinpoint by Foursquare, створений у квітні 2015 року, є медіа-платформою, яка спрямовує цільовий маркетинг на аудиторію на основі того, куди вони йдуть у реальному світі та інших персоналізованих факторів, таких як смакові уподобання та демографічні показники. Станом на 2018 рік, в США він охоплює 150 мільйонів пристроїв — як для користувачів Foursquare, так і для користувачів. Він націлений на аудиторію на основі ключових факторів, таких як смакові переваги, демографічні показники та історія відвідувань . Більше половини провідних рекламодавців Ad Age використовують Pinpoint.

### Placed завдяки Foursquare
Інструмент для вимірювання продуктивності засобів масової інформації, випущений у лютому 2016 року, розміщений на Foursquare, який раніше називався Attribution. Він вимірює ефективність будь-якої багатоканальної рекламної кампанії, спрямованої на залучення людей до магазинів та інших офлайн-мереж. Placed завдяки Foursquare вимірює локації на постійній панелі Foursquare із 30 мільйонів людей . У червні 2018 року Foursquare оголосив про оновлену методологію свого продукту атрибуції з використанням машинного навчання та понад 500 атрибутів, щоб зрозуміти вплив реклами на відвідування магазину. Одночасно компанія оголосила про партнерство зі Spotify, TGI Fridays та Panera Bread . У листопаді 2018 року Foursquare співпрацює з програмою Inscape on TV attribution, що дозволяє компанії вимірювати вплив лінійних телевізійних оголошень на певний трафік у магазині. У травні 2019 року Foursquare оголосив, що придбав компанію Placed, і в результаті транзакції продукти вимірювання ефективності реклами двох компаній будуть об'єднані та ребрендировані як Placed powered by Foursquare.

### Pilgrim SDK від Foursquare
Випущений у березні 2017 року, Pilgrim SDK — це набір для розробки програмного забезпечення, який можна включити в мобільні додатки для брендів, щоб точно зрозуміти, куди телефони рухаються у реальному часі, дозволяючи їм взаємодіяти з користувачами в потрібний час і в потрібному місці. Pilgrim SDK використовується Tinder, TripAdvisor, Capital One, TouchTunes та іншими брендами  .
2 жовтня 2019 року Foursquare оголосив про безкоштовний пакет SDK для додатків та розробників, що має менше 100 000 MAU для використання власної технології розташування Foursquare.

## Зовнішні посилання
- Офіційний сайт